# Menhir de Saubach
Le menhir de Saubach (en allemand : menhir von Saubach), connu également sous les noms de « Der Lange Stein » (« La Longue Pierre »), « Hermenfriedstein » (« Pierre d'Hermenfried »), « Irminfriedstein » (« Pierre d'Irminfried ») et « Hoher Stein » (« Haute Pierre »), est un mégalithe datant du Néolithique situé près de la commune de Finneland, en Saxe-Anhalt (Allemagne).

## Situation
Le menhir est situé à environ deux kilomètres au nord-est de Finneland, à Saubach, un Ortsteil de Finneland ; il se dresse entre la réserve naturelle de la forêt Bibra (de) au sud, et le parc naturel de Saale-Unstrut-Triasland (de) au nord.

## Description
Il s'agit d'un monolithe de quartzite mesurant 1,85 m de hauteur pour une largeur maximale de 0,57 m ; il est enfoncé dans le sol sur plus de 20 cm de profondeur. Il a une forme vaguement rectangulaire.

## Histoire
Selon une légende locale, la pierre se dresse à l'emplacement où Hermanfred, dernier roi des Thuringes, fut assassiné en 531.
Au XIXe siècle, le menhir est déplacé de son emplacement d'origine qui se situait un peu plus à l'ouest.